# فنسنت جيرار
فنسنت جيرار (بالفرنسية: Vincent Gérard)‏ مواليد 16 ديسمبر 1986 في فرنسا، هو لاعب كرة يد فرنسي يلعب كحارس مرمى. يلعب حاليا مع نادي مونبلييه لكرة اليد ويحمل الرقم 1. مثل منتخب فرنسا لكرة اليد. شارك في دورة الألعاب الأولمبية الصيفية سنة 2016. حقق المركز الأول في بطولة أوروبا لكرة اليد للرجال 2014.

## الميداليات
| الميدالية | المسابقة                           |
| --------- | ---------------------------------- |
| فضية      | الألعاب الأولمبية الصيفية 2016     |
| ذهبية     | بطولة أوروبا لكرة اليد للرجال 2014 |

## روابط خارجية
- فنسنت جيرار على موقع الاتحاد الدولي لكرة اليد (الإنجليزية)
- فنسنت جيرار على موقع الاتحاد الأوروبي لكرة اليد (الإنجليزية)
- فنسنت جيرار على موقع الاتحاد الفرنسي لكرة اليد (الفرنسية)
- فنسنت جيرار على موقع اللجنة الأولمبية الدولية (الإنجليزية)
- فنسنت جيرار على موقع أوليمبيديا (الإنجليزية)
- فنسنت جيرار على موقع اللجنة الأولمبية الفرنسية (مؤرشف) (الفرنسية)